# Andrej Hauptman
Andrej Hauptman, slovenski kolesar, 5. maj 1975, Ljubljana
Trenutno je menedžer v kolesarskem klubu Radenska Powerbar. Za Slovenijo je nastopil na Poletnih olimpijskih igrah 2000 v Sydneyju in Poletnih olimpijskih igrah 2004 v Atenah.

## Največji uspehi
| Uvrstitev | Vrsta dirke                      | Sezona | Datum            | Prizorišče     | Država      |
| --------- | -------------------------------- | ------ | ---------------- | -------------- | ----------- |
| 3. mesto  | Svetovno prvenstvo, cestna dirka | 2001   | 14. oktober 2001 | Lizbona        | Portugalska |
| 5. mesto  | Olimpijske igre, cestna dirka    | 2004   | 14. avgust 2004  | Atene          | Grčija      |
| 4. mesto  | Svetovno prvenstvo, cestna dirka | 2002   | 13. oktober 2002 | Hasselt-Zolder | Belgija     |

## Pomembnejša tekmovanja

### Tritedenske etapne dirke
| Grand Tour        | 1999 | 2000 | 2001 | 2002 | 2003 | 2004 | 2005 |
| ----------------- | ---- | ---- | ---- | ---- | ---- | ---- | ---- |
| Dirka po Italiji  | DNF  | —    | 56   | —    | —    | 82   | —    |
| Dirka po Franciji | —    | —    | —    | DNF  | DNF  | —    | —    |
| Dirka po Španiji  | —    | —    | —    | 90   | —    | —    | —    |